# St Martin's Ampleforth
St Martin's Ampleforth (SMA) es la escuela preparatoria de Ampleforth College. Está situada a unos pocos kilómetros de Ampleforth, en North Yorkshire, Inglaterra.
El emplazamiento de la escuela es un castillo, Gilling Castle, que data del siglo XII, perteneciente a la familia Etton. En 1929 fue comprado por los monjes benedictinos de la Abadía de Ampleforth y transformado en el colegio que es hoy en día.
La escuela ha experimentado numerosos cambios en la última década, pasando de ser la original "Gilling Castle Preparatory School", a "Ampleforth College Junior School" y a como se llama actualmente: "St Martin's Ampleforth" tras la unión con St Martin's Preparatory School de la cercana ciudad de Nawton.
St Martin's Ampleforth es tanto una escuela de día, como un internado en el que los estudiantes duermen en el mismo castillo.
El colegio se considera: La escuela preparatoria católica, mixta, de día o interna, e independiente líder en el norte de Inglaterra, para alumnos entre 3 y 13 años.
El Cardenal Basil Hume fue director del entonces Gilling Castle Preparatory School.
- Datos: Q7594177